# Qualificazioni al campionato mondiale di calcio 2010 - UEFA

## Fase a gironi

### Sorteggio
Il sorteggio dei gruppi fu effettuato il 25 novembre 2007, a Durban. La composizione delle urne fu la seguente:
| Urna 1                                                                                           | Urna 2                                                                                      | Urna 3                                                                                                 | Urna 4 | Urna 5                                                                                             | Urna 6                                                                                        |
| ------------------------------------------------------------------------------------------------ | ------------------------------------------------------------------------------------------- | --- | --- | -------------------------------------------------------------------------------------------------- | --------------------------------------------------------------------------------------------- |
| - Italia - Spagna - Germania - Rep. Ceca - Francia - Portogallo - Paesi Bassi - Croazia - Grecia | - Inghilterra - Romania - Scozia - Turchia - Bulgaria - Russia - Polonia - Israele - Svezia | - Norvegia - Ucraina - Serbia - Irlanda del Nord - Irlanda - Finlandia - Svizzera - Belgio - Danimarca | - Slovacchia - Bosnia ed Erzegovina - Moldavia - Galles - Macedonia - Bielorussia - Lituania - Cipro - Ungheria | - Georgia - Slovenia - Lettonia - Islanda - Armenia - Austria - Kazakistan - Azerbaigian - Albania | - Liechtenstein - Estonia - Malta - Lussemburgo - Montenegro - Andorra - Fær Øer - San Marino |

In base a ulteriore sorteggio (una squadra per fascia in ogni gruppo) furono formati i seguenti gruppi di qualificazione:
| Gruppo 1                                                       | Gruppo 2                                                          | Gruppo 3                                                                      | Gruppo 4                                                               | Gruppo 5                                                               |
| -------------------------------------------------------------- | ----------------------------------------------------------------- | ----------------------------------------------------------------------------- | ---------------------------------------------------------------------- | ---------------------------------------------------------------------- |
| - Portogallo - Svezia - Danimarca - Ungheria - Albania - Malta | - Grecia - Israele - Svizzera - Moldavia - Lettonia - Lussemburgo | - Rep. Ceca - Polonia - Irlanda del Nord - Slovacchia - Slovenia - San Marino | - Germania - Russia - Finlandia - Galles - Azerbaigian - Liechtenstein | - Spagna - Turchia - Belgio - Bosnia ed Erzegovina - Armenia - Estonia |

| Gruppo 6                                                               | Gruppo 7                                                    | Gruppo 8                                                     | Gruppo 9                                                |
| ---------------------------------------------------------------------- | ----------------------------------------------------------- | ------------------------------------------------------------ | ------------------------------------------------------- |
| - Croazia - Inghilterra - Ucraina - Bielorussia - Kazakistan - Andorra | - Francia - Romania - Serbia - Lituania - Austria - Fær Øer | - Italia - Bulgaria - Irlanda - Cipro - Georgia - Montenegro | - Paesi Bassi - Scozia - Norvegia - Macedonia - Islanda |

### Gruppi

#### Gruppo 1
| Squadra    | P.ti | G  | V | N | P | GF | GS | DR  |
| ---------- | ---- | -- | - | - | - | -- | -- | --- |
| Danimarca  | 21   | 10 | 6 | 3 | 1 | 16 | 5  | +11 |
| Portogallo | 19   | 10 | 5 | 4 | 1 | 17 | 5  | +12 |
| Svezia     | 18   | 10 | 5 | 3 | 2 | 13 | 5  | +8  |
| Ungheria   | 16   | 10 | 5 | 1 | 4 | 10 | 8  | +2  |
| Albania    | 7    | 10 | 1 | 4 | 5 | 6  | 13 | -7  |
| Malta      | 1    | 10 | 0 | 1 | 9 | 0  | 26 | -26 |

- Danimarca qualificata direttamente al mondiale.
- Portogallo qualificata agli spareggi.

#### Gruppo 2
| Squadra     | P.ti | G  | V | N | P | GF | GS | DR  |
| ----------- | ---- | -- | - | - | - | -- | -- | --- |
| Svizzera    | 21   | 10 | 6 | 3 | 1 | 18 | 8  | +10 |
| Grecia      | 20   | 10 | 6 | 2 | 2 | 20 | 10 | +10 |
| Lettonia    | 17   | 10 | 5 | 2 | 3 | 18 | 15 | +3  |
| Israele     | 16   | 10 | 4 | 4 | 2 | 20 | 10 | +10 |
| Lussemburgo | 5    | 10 | 1 | 2 | 7 | 4  | 25 | -21 |
| Moldavia    | 3    | 10 | 0 | 3 | 7 | 6  | 18 | -12 |

- Svizzera qualificata direttamente al mondiale.
- Grecia qualificata agli spareggi.

#### Gruppo 3
| Squadra          | P.ti | G  | V | N | P  | GF | GS | DR  |
| ---------------- | ---- | -- | - | - | -- | -- | -- | --- |
| Slovacchia       | 22   | 10 | 7 | 1 | 2  | 22 | 10 | +12 |
| Slovenia         | 20   | 10 | 6 | 2 | 2  | 18 | 4  | +14 |
| Rep. Ceca        | 16   | 10 | 4 | 4 | 2  | 17 | 6  | +11 |
| Irlanda del Nord | 15   | 10 | 4 | 3 | 3  | 13 | 9  | +4  |
| Polonia          | 11   | 10 | 3 | 2 | 5  | 19 | 14 | +5  |
| San Marino       | 0    | 10 | 0 | 0 | 10 | 1  | 47 | -46 |

- Slovacchia qualificata direttamente al mondiale.
- Slovenia qualificata agli spareggi.

#### Gruppo 4
| Squadra       | P.ti | G  | V | N | P | GF | GS | DR  |
| ------------- | ---- | -- | - | - | - | -- | -- | --- |
| Germania      | 26   | 10 | 8 | 2 | 0 | 26 | 5  | +21 |
| Russia        | 22   | 10 | 7 | 1 | 2 | 19 | 6  | +13 |
| Finlandia     | 18   | 10 | 5 | 3 | 2 | 14 | 14 | 0   |
| Galles        | 12   | 10 | 4 | 0 | 6 | 9  | 12 | -3  |
| Azerbaigian   | 5    | 10 | 1 | 2 | 7 | 4  | 14 | -10 |
| Liechtenstein | 2    | 10 | 0 | 2 | 8 | 2  | 23 | -21 |

- Germania qualificata direttamente al mondiale.
- Russia qualificata agli spareggi.

#### Gruppo 5
| Squadra              | P.ti | G  | V  | N | P | GF | GS | DR  |
| -------------------- | ---- | -- | -- | - | - | -- | -- | --- |
| Spagna               | 30   | 10 | 10 | 0 | 0 | 28 | 5  | +23 |
| Bosnia ed Erzegovina | 19   | 10 | 6  | 1 | 3 | 25 | 13 | +12 |
| Turchia              | 15   | 10 | 4  | 3 | 3 | 13 | 10 | +3  |
| Belgio               | 10   | 10 | 3  | 1 | 6 | 13 | 20 | -7  |
| Estonia              | 8    | 10 | 2  | 2 | 6 | 9  | 24 | -15 |
| Armenia              | 4    | 10 | 1  | 1 | 8 | 6  | 22 | -16 |

- Spagna qualificata direttamente al mondiale.
- Bosnia ed Erzegovina qualificata agli spareggi.

#### Gruppo 6
| Squadra     | P.ti | G  | V | N | P  | GF | GS | DR  |
| ----------- | ---- | -- | - | - | -- | -- | -- | --- |
| Inghilterra | 27   | 10 | 9 | 0 | 1  | 34 | 6  | +28 |
| Ucraina     | 21   | 10 | 6 | 3 | 1  | 21 | 6  | +15 |
| Croazia     | 20   | 10 | 6 | 2 | 2  | 19 | 13 | +6  |
| Bielorussia | 13   | 10 | 4 | 1 | 5  | 19 | 14 | +5  |
| Kazakistan  | 6    | 10 | 2 | 0 | 8  | 11 | 29 | -18 |
| Andorra     | 0    | 10 | 0 | 0 | 10 | 3  | 39 | -36 |

- Inghilterra qualificata direttamente al mondiale.
- Ucraina qualificata agli spareggi.

#### Gruppo 7
| Squadra  | P.ti | G  | V | N | P | GF | GS | DR  |
| -------- | ---- | -- | - | - | - | -- | -- | --- |
| Serbia   | 22   | 10 | 7 | 1 | 2 | 22 | 8  | +14 |
| Francia  | 21   | 10 | 6 | 3 | 1 | 18 | 9  | +9  |
| Austria  | 14   | 10 | 4 | 2 | 4 | 14 | 15 | -1  |
| Lituania | 12   | 10 | 4 | 0 | 6 | 10 | 11 | -1  |
| Romania  | 12   | 10 | 3 | 3 | 4 | 12 | 18 | -6  |
| Fær Øer  | 4    | 10 | 1 | 1 | 8 | 5  | 20 | -15 |

- Serbia qualificata direttamente al mondiale.
- Francia qualificata agli spareggi.

#### Gruppo 8
| Squadra    | P.ti | G  | V | N | P | GF | GS | DR  |
| ---------- | ---- | -- | - | - | - | -- | -- | --- |
| Italia     | 24   | 10 | 7 | 3 | 0 | 18 | 7  | +11 |
| Irlanda    | 18   | 10 | 4 | 6 | 0 | 12 | 8  | +4  |
| Bulgaria   | 14   | 10 | 3 | 5 | 2 | 17 | 13 | +4  |
| Cipro      | 9    | 10 | 2 | 3 | 5 | 14 | 16 | -2  |
| Montenegro | 9    | 10 | 1 | 6 | 3 | 9  | 14 | -5  |
| Georgia    | 3    | 10 | 0 | 3 | 7 | 7  | 19 | -12 |

- Italia qualificata direttamente al mondiale.
- Irlanda qualificata agli spareggi.

#### Gruppo 9
| Squadra     | P.ti | G | V | N | P | GF | GS | DR  |
| ----------- | ---- | - | - | - | - | -- | -- | --- |
| Paesi Bassi | 24   | 8 | 8 | 0 | 0 | 17 | 2  | +15 |
| Norvegia    | 10   | 8 | 2 | 4 | 2 | 9  | 7  | +2  |
| Scozia      | 10   | 8 | 3 | 1 | 4 | 6  | 11 | -5  |
| Macedonia   | 7    | 8 | 2 | 1 | 5 | 5  | 11 | -6  |
| Islanda     | 5    | 8 | 1 | 2 | 5 | 7  | 13 | -6  |

- Paesi Bassi qualificati direttamente al mondiale.

## Spareggi

### Squadre selezionate
Classifica agglomerata delle nove nazionali seconde arrivate senza i risultati conseguiti contro l'ultima posizionata in ogni gruppo (a eccezione della Norvegia per la quale si tiene conto invece della classifica piena avendo giocato nell'unico gruppo da cinque squadre):
| Squadra              | P.ti | G | V | N | P | GF | GS | DR |
| -------------------- | ---- | - | - | - | - | -- | -- | -- |
| Russia               | 16   | 8 | 5 | 1 | 2 | 15 | 6  | +9 |
| Grecia               | 16   | 8 | 5 | 1 | 2 | 16 | 9  | +7 |
| Ucraina              | 15   | 8 | 4 | 3 | 1 | 10 | 6  | +4 |
| Francia              | 15   | 8 | 4 | 3 | 1 | 12 | 9  | +3 |
| Slovenia             | 14   | 8 | 4 | 2 | 2 | 10 | 4  | +6 |
| Bosnia ed Erzegovina | 13   | 8 | 4 | 1 | 3 | 19 | 12 | +7 |
| Portogallo           | 13   | 8 | 3 | 4 | 1 | 9  | 5  | +4 |
| Irlanda              | 12   | 8 | 2 | 6 | 0 | 8  | 6  | +2 |
| Norvegia             | 10   | 8 | 2 | 4 | 2 | 9  | 7  | +2 |

Si qualificano agli spareggi le otto migliori seconde in base alla classifica di cui sopra, ossia:
- Russia;
- Grecia;
- Ucraina;
- Francia;
- Slovenia;
- Bosnia ed Erzegovina;
- Portogallo;
- Irlanda.

### Sorteggio
Il sorteggio per decidere gli accoppiamenti e il fattore campo si è svolto il 19 ottobre 2009 e si è basato sulla classifica mondiale della FIFA del 16 ottobre 2009 e sul criterio delle teste di serie: c'è stata quindi una divisione in due urne tra le quattro migliori e le quattro peggiori squadre.
| Urna 1 (teste di serie)                                                                               | Urna 2 |
| --- | --- |
| - Francia (9ª; 1049 pt.) - Portogallo (10ª; 1042 pt.) - Russia (12ª; 982 pt.) - Grecia (16ª; 921 pt.) | - Ucraina (22ª; 857 pt.) - Irlanda (34ª; 755 pt.) - Bosnia ed Erzegovina (42ª; 721 pt.) - Slovenia (49ª; 663 pt.) |

Dalle urne sono scaturiti i seguenti accoppiamenti:
| Squadra 1  | Squadra 2            |
| ---------- | -------------------- |
| Irlanda    | Francia              |
| Portogallo | Bosnia ed Erzegovina |
| Grecia     | Ucraina              |
| Russia     | Slovenia             |

Gli spareggi sono stati giocati con gare di andata e ritorno il 14 e il 18 novembre 2009.

### Risultati

#### Primo spareggio
| Arbitro: | Felix Brych |

|  |           |            |
|  | Marcatori | 72’ Anelka |

| Arbitro: | Martin Hansson |

|             |           |           |
| Gallas 103’ | Marcatori | 33’ Keane |

- La Francia si qualifica al mondiale  per un risultato aggregato di 2-1 nonostante un evidente fallo di mano di Henry che ha viziato la qualificazione dei francesi.[1][2][3]

#### Secondo spareggio
| Arbitro: | Martin Atkinson |

|           |           |  |
| Alves 31’ | Marcatori |  |

| Arbitro: | Roberto Rosetti |

|  |           |                   |
|  | Marcatori | 56’ Raul Meireles |

- Il Portogallo si qualifica al mondiale per un risultato aggregato di 2-0.

#### Terzo spareggio
| Atene 14 novembre 2009, ore 20:00 UTC+2 | Grecia          | 0 – 0 referto | Ucraina | Stadio Olimpico di Atene (39.045 spett.)\| Arbitro: \| Laurent Duhamel \| |
| Arbitro:                                | Laurent Duhamel |               |         |                                                                           |

| Arbitro: | Olegário Benquerença |

|  |           |                 |
|  | Marcatori | 31’ Salpingidis |

- La Grecia si qualifica al mondiale per un risultato aggregato di 1-0.

#### Quarto spareggio
| Arbitro: | Claus Bo Larsen |

|                       |           |            |
| Biljaletdinov 40’ 52’ | Marcatori | 88’ Pečnik |

| Arbitro: | Terje Hauge |

|           |           |  |
| Dedič 44’ | Marcatori |  |

- La Slovenia si qualifica al mondiale per un risultato aggregato di 2-2, grazie alla regola dei gol fuori casa.

## Classifica marcatori
| Gol |  |  | Giocatore          | Squadra              |
| --- |  |  | ------------------ | -------------------- |
| 10  |  |  | Theofanīs Gkekas   | Grecia               |
| 9   |  |  | Wayne Rooney       | Inghilterra          |
| 9   |  |  | Edin Džeko         | Bosnia ed Erzegovina |
| 7   |  |  | Miroslav Klose     | Germania             |
| 7   |  |  | David Villa        | Spagna               |
| 6   |  |  | Elyaniv Barda      | Israele              |
| 6   |  |  | Marc Janko         | Austria              |
| 6   |  |  | Lukas Podolski     | Germania             |
| 6   |  |  | Stanislav Šesták   | Slovacchia           |
| 6   |  |  | Andrij Ševčenko    | Ucraina              |
| 6   |  |  | Euzebiusz Smolarek | Polonia              |
| 6   |  |  | Wesley Sonck       | Belgio               |